# Joan Malales
Joan Malales o Joan Maleles (grec antic: Ἰωάννης ὁ Μαλέλα o Ἰωάννης ὁ Μαλάλα; llatí: Ioannes Malalas o Ioannes Malelas) va ser un historiador romà d'Orient nadiu d'Antioquia, del qual es desconeix quan va viure, però se'l situa entre el segle vii i el segle ix. Malalas o Malelas és una paraula del siríac i vol dir 'orador'.
Va escriure una història voluminosa, o més aviat un Cronicó, amb especial atenció a la història grega, romana i sobretot de l'Imperi Romà d'Orient. Comença amb la creació del món, però una primera part s'ha perdut, i acaba sobtadament amb l'expedició de Marcià el nebot de Justinià I a Àfrica. La història està plena de fets absurds i altres de curiosos, i només té importància per l'època de Justinià i els seus immediats antecessors. Altres emperadors són tractats molt breument (Arcadi només té set línies) especialment els d'Occident. L'estil és bàrbar excepte quan copia d'altres autors, com ara el Chronicon Paschale o els textos de Jordi Cedrè, dels que n'extreu llargs fragments.